# Euperilampus ameca
Euperilampus ameca är en stekelart som beskrevs av Darling 1983. Euperilampus ameca ingår i släktet Euperilampus och familjen gropglanssteklar. Inga underarter finns listade i Catalogue of Life.